# Proximální značení
Proximální značení (angl. Proximity Labeling (PL)) je relativně nová metoda výzkumu protein-proteinových interakcí nebo interakcí protein-RNA. Pro značení se využívá biotin, který umožní purifikaci interakce imunoprecipitačními metodami.

## Informace
Na začátku je protein zájmu fúzován s biotin ligázou. Pak se přidá biotin za přítomností ATP a vytváří se forma reaktivního biotinu, tzv. bioAMP. BioAMP je schopné vázat aminy na lyzinových zbytcích v blízkosti biotin ligázy, proto spolu s proteinovým konstruktem budou biotinem značeny i interaktory proteinu zájmu. Purifikace vazby se uskutečňuje pomocí imunoprecipitačních metod založených na silné afinitě streptavidinu k biotinu. Následně purifikované interakce mohou být detekovány pomocí hmotnostní spektrometrie. 

## Pokrok
Původně byly použity dva druhy biotin ligáz: APEX2 (Ascorbate Peroxidase 2) a BioID (Biotin Identification). APEX2 biotin ligáza fungovala rychleji než BioID a byla schopna vytvářet kontrast, který je velmi užitečný v elektronové mikroskopii. Avšak tento enzym potřeboval přítomnost peroxidu vodíku, což ho dělá nevhodným pro analýzy in vivo. Na druhé stráně, BioID ligáza potřebovala více času pro znační proteinů, ale její výhodou bylo to, že tato biotin ligáza mohla fungovat v živých buňkách. Pro snadnější značení interakcí v živých buňkách BioID byla modifikována bodovou mutací. K tomuto účelu byla využita biotin ligáza bakterie E. coli BirA za vzniku mutantního enzymu BirA*.  Poslední pokroky ve vývoje metody PL jsou spojeny s dalšími modifikacemi BirA* mutantu. Z BirA* byly vyvinuty TurboID a miniTurbo ligázy. Této modifikované enzymy jsou rychleji než BirA* a navíc mohou fungovat při pokojové teplotě.  TurboID je cca dvakrát rychlejší než miniTubo, avšak miniTurbo je přesnější a kvůli tomu má větší potenciál pro využití v in vivo analýzách.

## Výhody
PL umožňuje identifikaci slabých, přechodných interakcí a také málo zastoupených proteinů v živých buňkách. Navíc pomocí této metody lze studovat membránové proteiny i nemembránové organely. Metoda PL v kombinaci s fluorescenční mikroskopií je také schopna detekovat časově-prostorový průběh interakcí (změnu interakčních schopností v čase a prostoru).

## Nevýhody
Nevýhodou této metody je to, že bioAMP značí proteiny, nacházející se v těsné blízkosti biotin ligázy. To znamená, že PL není schopné rozlišit proteinovou interakci a neinteragující proteiny ležící vedle sebe. Kvůli tomu PL by mělo být ověřeno jinou metodou, která se používá ve výzkumech protein-proteinových interakcí. 